# الهجرة العليا (بني سعد)

تعديل مصدري - تعديل

الهجرة العليا هي إحدى قرى عزلة بني على بمديرية بني سعد التابعة لمحافظة المحويت، بلغ تعداد سكانها 97 نسمة حسب تعداد اليمن لعام 2004.